# Вейга-де-Лила
Вейга-де-Лила (порт. Veiga de Lila)  —  район (фрегезия) в Португалии,  входит в округ Вила-Реал. Является составной частью муниципалитета  Валпасуш. По старому административному делению входил в провинцию Траз-уж-Монтиш и Алту-Дору. Входит в экономико-статистический  субрегион Алту-Траз-уш-Монтеш, который входит в Северный регион. Население составляет 330 человек на 2001 год. Занимает площадь 14,37 км².
Покровителем района считается Мария Магдалина (порт. Santa Maria Maior). 